# Mohamed Bachtobji
Mohamed Bachtobji (arabe : محمد الباش طبجي), né le 1er avril 1980 à Dole dans le département du Jura, est un footballeur franco-tunisien.

## Clubs
- juillet 1999-juillet 2001 : FC Hombourg
- juillet 2001-janvier 2005 : Paris Saint-Germain
- janvier-juillet 2005 : FC Hombourg
- juillet 2005-juillet 2006 : CS Louhans-Cuiseaux
- juillet 2006-juillet 2007 : Espérance sportive de Zarzis
- juillet 2007-août 2010 : Club africain
- août 2010-juillet 2012 : Espérance sportive de Tunis
- 2013-2015 : Promo Sport Dole Crissey
- depuis 2015 : Jura Dolois Football

## Palmarès
- Coupe nord-africaine des clubs champions :
  - Vainqueur : 2009
- Ligue des champions de la CAF :
  - Vainqueur : 2011
- Championnat de Tunisie :
  - Vainqueur : 2008, 2011, 2012
- Coupe de Tunisie : 
  - Vainqueur : 2011